# Lucien Boyer (chansonnier)
Pour les articles homonymes, voir Lucien Boyer et Boyer.
Lucien Jean Boyer, né le 20 janvier 1876 à Leognan (Gironde)  et mort le 16 juin 1942 en son domicile dans le 9e arrondissement de Paris, est un poète, compositeur, chansonnier et goguettier français et montmartrois, interprète de ses chansons et auteur de livrets de revues, membre de la goguette du Cornet.
En 1920, il est décoré de la Légion d'honneur en récompense de services rendus durant la Grande Guerre comme « chansonnier aux armées ».
Il est le père du réalisateur, scénariste et auteur français de chansons populaires Jean Boyer.

## Biographie

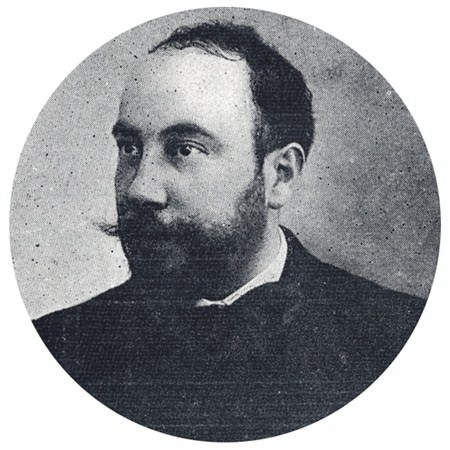
Lucien Boyer.

Lucien Boyer est tour à tour commis-voyageur (spécialisé dans le vernis), garçon de bureau, journaliste, et enfin chansonnier. Abandonnant sa province et sa famille, il part pour Paris, où, en 1896, il devient un client régulier du cabaret des Quat'z'Arts.
À la demande du patron de l'établissement, Trombert, il monte un soir sur la scène et entonne une chanson de sa composition intitulée Le Jeune Homme qui a un nid de serpents dans le ventre pour avoir trop bu de l'eau d'une mare.
Par la suite, Lucien Boyer propose à Gaston Calmette, directeur du Figaro, de faire le tour du monde, sans un sou, à condition d'être soutenu par quelques articles de presse. Calmette accepte et Boyer s'embarque en 1902 pour une tournée de près de trois ans.

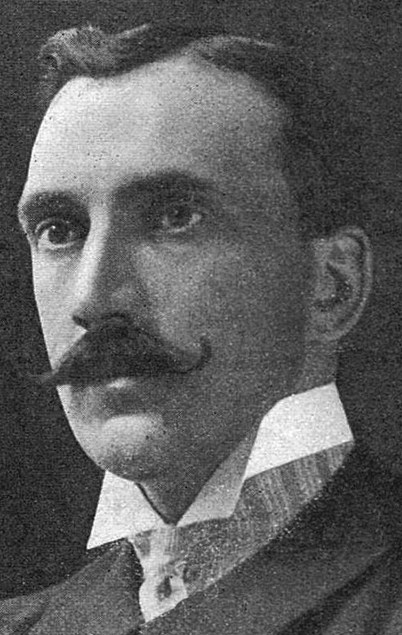
Le chansonnier
Numa Blès,
compagnon de voyage
de Lucien Boyer.

Il prend Numa Blès comme compagnon de voyage et ensemble ils s'en vont vers la Belgique, les Pays-Bas, l'Angleterre, le Japon, etc.
Au Canada, ils sont arrêtés pour avoir chanté un dimanche et mis en prison pour avoir dit le mot de Cambronne devant le juge. À leur sortie, des centaines d'étudiants les attendent pour les acclamer. 
Les deux chansonniers se rendent aux États-Unis, et de là à Hawaï, puis Saïgon, Calcutta, Téhéran, Le Caire, Athènes, Rome…
Sur le chemin du retour, ils composent la chanson Lettre à Nini, qui deviendra un des grands succès d'Esther Lekain.

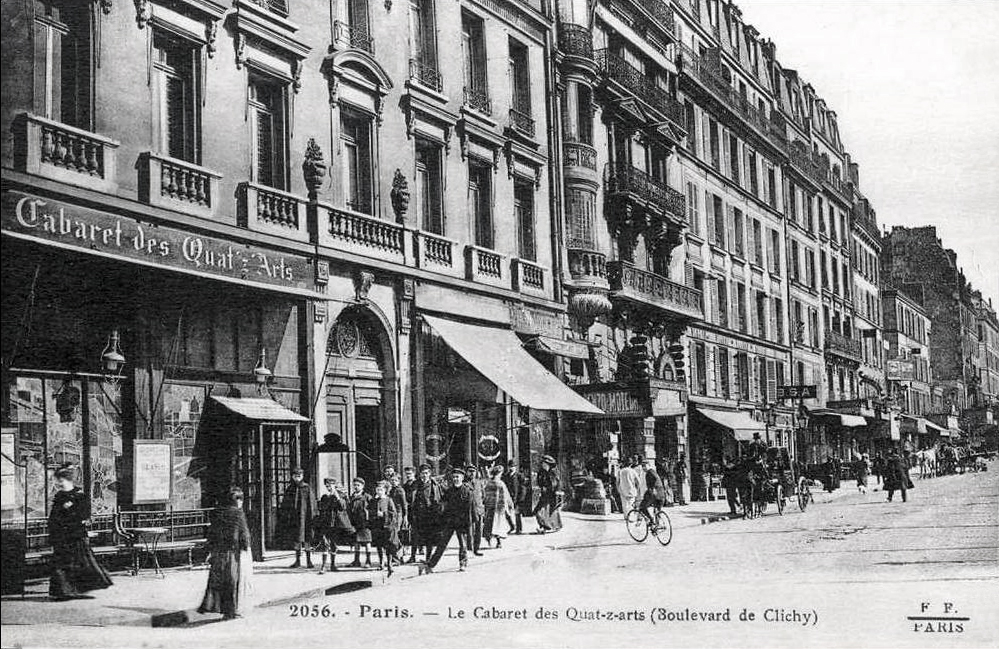
Le Cabaret des Quat'z'Arts
vers 1900.

Durant sa tournée mondiale, Lucien Boyer gagne 374 000 francs, une petite fortune pour l'époque, qu'il dépense royalement. Lorsqu'il revient en France, il ne lui reste que sept francs en poche, et il est tout heureux de retourner au cabaret des Quat'z'Arts, où le magnanime Trombert lui alloue un cachet de dix francs par jour. 
Lucien Boyer se lance dans la composition. Il écrit d'abord pour Mistinguett et les commandes arrivent : Mayol, Fragson, Chevalier…

## Chansonnier aux armées

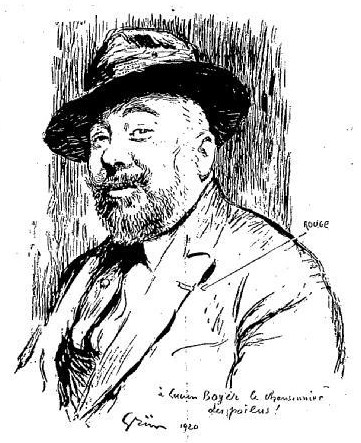
Portrait de Lucien Boyer
« le chansonnier des poilus »,
par Jules Alexandre Grün.

Durant la Grande Guerre, Lucien Boyer s'illustre comme chansonnier aux armées. En 1920, René Berton, pour la revue Le Cornet, fait le récit de l'activité du chansonnier au front :
« Le 30 janvier 1920 on lisait dans le Journal officiel :

“Le Chansonnier Lucien Boyer est nommé chevalier de la Légion d'honneur.”
Mon impartialité d'historiographe me fait un devoir d'affirmer que cette nouvelle fit quelque bruit dans Montmartre. Le premier moment de stupeur passé, ses bons amis se dirent : “Pour qu'il ait été décoré comme chansonnier aux armées, il faut que cet animal de Boyer ait fait des choses extraordinaires !… ce qu'il nous a raconté, c'était donc vrai ?” 
Et oui, c'était vrai. 
Quand la guerre fut déclarée, Boyer consulta son livret militaire et se dit mélancoliquement : “mon âge et la surcharge fâcheuse de mon épiploon m'ont versé dans l'auxiliaire ! je vais donc rester à l'arrière ; j'en suis réduit à chercher la gloire dans les pacifiques bureaux de quelque 22e section !… Pourtant je voudrais bien me rendre utile à mon pays ; que faire ? M'engager ? je ferais un très mauvais soldat, tandis que je puis faire un excellent chansonnier aux armées…” Et, revêtu d'un superbe uniforme de soldat de deuxième classe que lui délivra l'Intendance, sa lyre en bandoulière et quelques flacons de vin de Bordeaux dans sa musette, il partit à la guerre. 
Et pendant 40 mois, en France et en Orient, il parcourut tous les fronts où l'on se battait, chantant ses chansons et disant ses poèmes qu'il écrivait sur place. Pendant 40 mois, saigné à blanc par les moustiques du Vardar, dévoré par les totos de Champagne et de la Woëvre, il vécut la vie des Poilus, partageant leur richesse culinaire et leur misère hospitalière, partageant surtout leurs dangers sans partager leur gloire. Il organisa des concerts dans les circonstances les plus invraisemblables ; il fut accueilli par les chefs des secteurs où il se présentait à l'improviste avec son accompagnateur et son piano, tantôt par des cris de joie tantôt par des bordées d'injures, mais jamais avec indifférence. Il chanta dans des châteaux somptueux, devant un parterre de généraux, il chanta dans des cagnas, devant les Poilus en armes, à cinquante mètres des Boches, accompagné par le plus bel orchestre “canonique” ! qu'un chanteur puisse rêver. Dire qu'à ce moment-là il ne regrettait pas son paisible appartement du 42 de la rue de la Tour d'Auvergne, serait peut-être un peu excessif ; mais c'est à ce moment-là que son rire sonnait le plus clair. 
Lucien Boyer a fait la guerre comme il fait toute chose, joyeusement. Il n'a pas tué de Boches ; il ne leur a envoyé ni coups de fusil, ni obus, ni grenades ; en fait de projectiles il leur a lancé un jour une boulette de papier de soie sur lequel il avait écrit ce quatrain lapidaire qui figura dans le “scatalogue” complet de ses œuvres : 
Boches, votre malheur me touche, 

Prenez ce papier délicat ;

C'est pour vous essuyer la bouche 

Quand vous mangez du pain K K.
J'estime qu'en comprenant son devoir de cette façon, Lucien Boyer a été utile à son pays, et qu'en tenant sans défaillance son rôle ingrat de chansonnier aux armées, il a été l'un des artisans de la victoire. Évidemment ce n'est pas lui qui nous a fait gagner la bataille de la Marne et qui a empêché les Boches de s'emparer de Verdun ; mais c'est grâce à lui que dans les tranchées bien des défaillances morales ont été soutenues, bien des courages abattus ont été remontés, bien des fronts lourds d'ennui se sont levés joyeux, bien des yeux attristés se sont mis à sourire. Grâce à lui les Poilus, ont vu un rayon de soleil se glisser dans la ténèbre de leur Enfer, car ce bon gros garçon à la verve intarissable, à la voix sonore, leur apportait ce qu'ils souffraient d'avoir perdu, ce qui leur était nécessaire autant que le tabac et le pinard ; il leur apportait cette force sans laquelle il est impossible de faire de grandes choses et qui s'appelle LA GAITÉ. 
Un des chasseurs de mon bataillon me disait naguère : “Quand on entend Boyer chanter une de ses chansons, c'est comme si on avalait un quart de pinard !”
C'est je crois le plus bel éloge qu'on puisse lui faire. 
Un mot encore pour détruire une légende ridicule, Clemenceau a décoré Lucien Boyer non pas, comme l'insinuent certains de ses bons amis, parce qu'il avait écrit La Madelon de la Victoire, mais bien parce qu'il avait un admirable dossier contenant des lettres de plusieurs grands chefs attestant des services qu'il avait rendus aux combattants en les aidant à chasser le hideux cafard, et le réconfort qu'il leur avait apporté par son esprit, sa gaîté et sa bonne humeur. 

J'en connais beaucoup qui ont été décorés pour avoir fait beaucoup moins… »

## Après la Grande Guerre
Lucien Boyer continue à participer aux dîners de la goguette du Cornet à laquelle il adhérait déjà avant 1914.
Célébrité de Montmartre, il est, en 1920, un des fondateurs de la République de Montmartre, pour laquelle il écrit l'hymne officiel (musique de Borel-Clerc) Mont' là-d'ssus ! :
« Mont' là-d'ssus !

Mont' là-d'ssus 

Mont' là-d'ssus et tu verras Montmartre.

Et sois-bien convaincu

Qu'tu verras sur'ment quèqu' chos' de plus.

De là haut

S'il fait beau

Tu verras de Paris jusqu'à Chartres.

Si tu n'l'as pas vu

T'a qu'à monter là-d'ssus

Tu verras Montmartre ! »

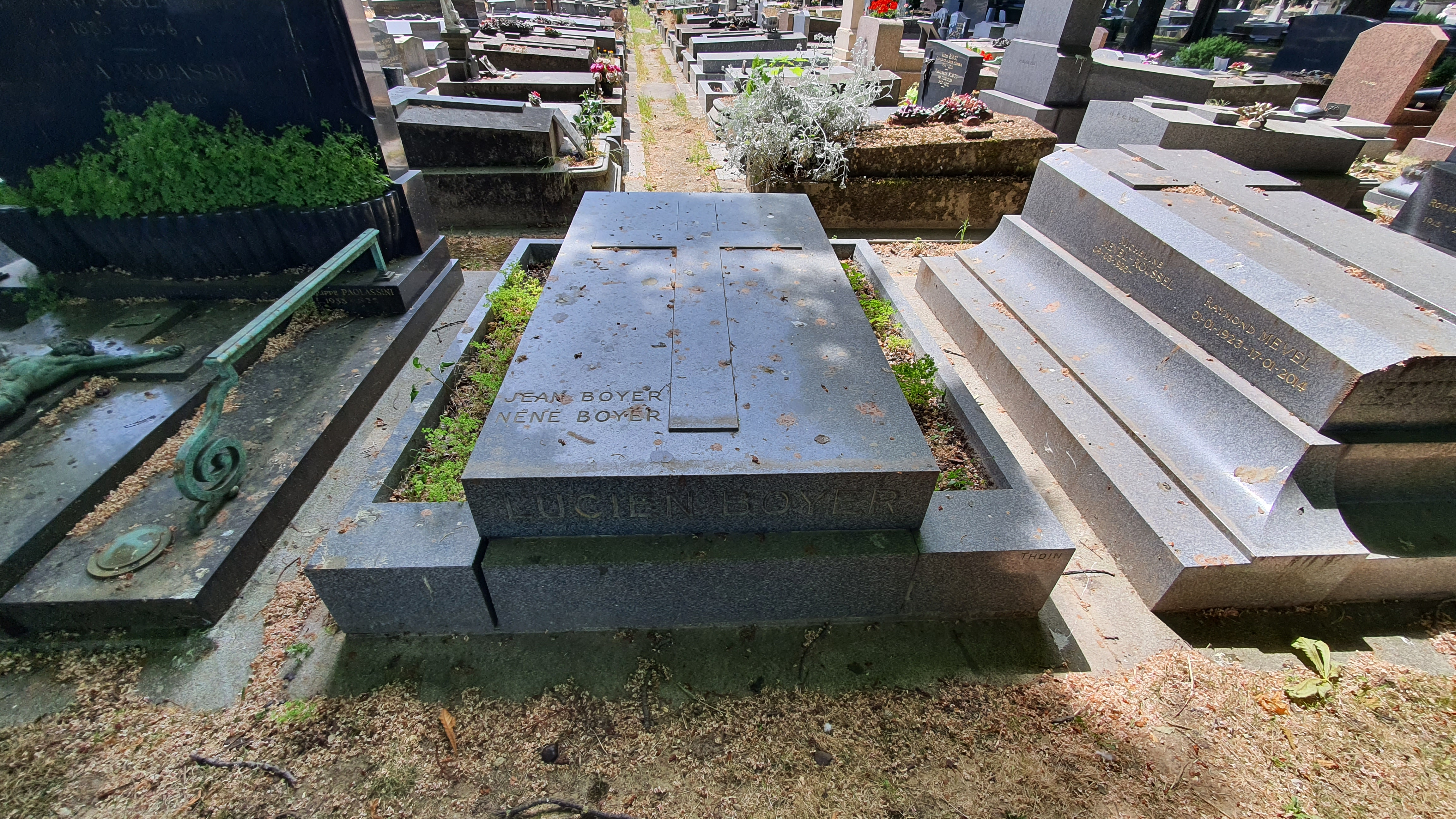
Sépulture de Lucien Boyer.

En janvier 1922, il est de passage à New York après sa tournée au Canada. Le hasard voulut qu'il y rencontra Léo Duran, un compatriote habitant l'Amérique et l'Extrême-Orient depuis quelque vingt ans et camarade de guerre. La lecture d'un ouvrage de Léo Duran intitulé Dramas of old Japan, traduction en anglais de cinq drames japonais, lui donna l'idée d'en tirer une tragédie française où se retrouveraient les scènes principales.
De cette collaboration naquit Le Daïmyo lequel retraduit en anglais est déposé à Washington sous le titre The Geisha and the Beast.

Le chansonnier meurt au 42, rue de La Tour-d'Auvergne, dans le 9e arrondissement de Paris, le 16 juin 1942, à l'âge de 66 ans. Il est enterré dans la (2e division) du cimetière des Batignolles.

## Œuvres
Lucien Boyer a beaucoup produit : plus de 1 200 chansons, au moins 80 revues théâtrales (seul, ou en collaboration) dont 30 de grand music-hall et 10 de théâtre, des comédies, des opérettes (notamment avec Jacques Battaille-Henri) telles Le Chien d'Alcibiade, Baby Pepper, Le Mariage d'Hakouma ; une grande pièce en trois actes, L'Amour et l'Argent ; Le Bon La Fontaine, trois actes avec musique de Léo Pouget ; un acte en vers, L'Idole brisée, créé au théâtre de l'Odéon en 1920, etc. 
Pendant la Grande Guerre il a publié deux volumes de vers, La Chanson des Poilus et Chansons et Poèmes; où se trouve Le Retour, son plus beau poème de guerre.

### Quelques chansons

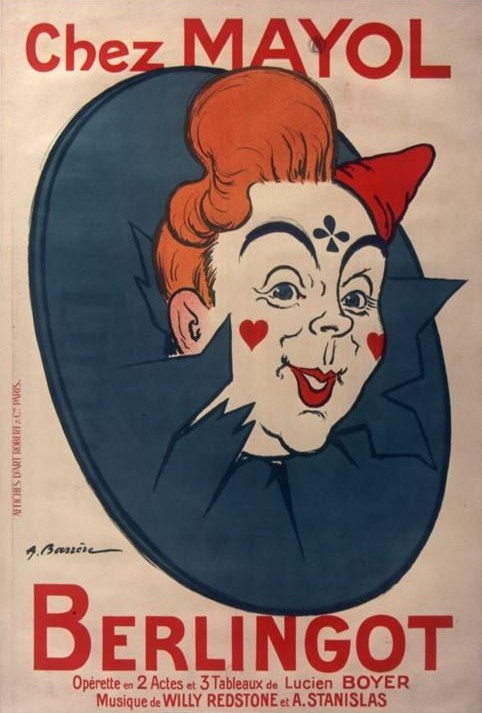
Affiche pour l'opérette
Berlingot,
de Lucien Boyer

- 1905 : Adieux cyniques, chanté par Lucien Boyer, paroles Numa Blès et Lucien Boyer, musique Édouard Mathé, J. Rueff éditeur[6]
- 1905 : De place en place, aussi intitulée Ballade des places de Paris, ou La Complainte des places de Paris ou encore Les Places de Paris, écrite par Lucien Boyer, musique d'Adolphe Stanislas, reprise notamment par Les Frères Jacques et par Georges Brassens.
- 1909 : Sympathique, créée par Fragson, musique P. Lincke, A. Bosc éditeur. petit format illustré medihal-00518231
- 1910 : Vive l'express de Normandie
- 1911 : Les Goélands, chanson créée par plusieurs artistes, dont Marise Damia au Concert Mayol, paroles et musique Lucien Boyer, Georges Ondet éditeur [(cotageGO3460) petit format illustré par Léon Pousthomis medihal-00526848
- 1916 : Les Mamans. Poésie (La guerre en chansons), musique J. Archainbaud, Francis Salabert éditeur (cotage ESA809) petit format illustré medihal-00518056
- 1912 : C'est pour vous, chanson créée par Harry Fragson sur les motifs de la célèbre danse américaine Everybody's doing it, musique Irving Berlin arrangée par Francis Salabert, Edouard Salabert éditeur. petit format illustré medihal-00518294
- 1913 : Ah ! C' qu'on s'aimait[7]..., musique Paul Marinier, chanson créée par Harry Fragson
- 1923 : Viva Mussolini, musique Vincent Scotto, repris par la suite par le Docteur Merlin
- 1924 : Le Trompette en bois, musique Vincent Scotto, création de Milton et Baldini, dans la Grande revue du Moulin Rouge, Francis Salabert éditeur (cotage EAS3393bis). Premier refrain (version originale chantée par Georges Milton) :

« Oh ! dis, chéri, oh ! joue-moi-z'en

D'la trompette

D'la trompette

Comme ce doit être amusant

Joue moi-z-en, z'en, z'en, joue moi-z-en

Il s'excusait en lui disant

D'un air bête

Je l' regrette

Je n'en joue pas j' vais t' dir' pourquoi

Ma trompette elle est en bois. »
- 1926 : Ça c'est Paris, célèbre chanson créée par Mistinguett, musique Jose Padilla.
- 1926 : Dans l'immense Sahara (adaptation du standard de jazz The Sheik of Araby)
- 1929 : Le Petit Pâtissier (In einer kleinen konditorei) Paroles de Lucien Boyer. Musique de Fred Raymond
- 1931 : Le Béret, créé en 1931 par André Perchicot et Jane Pierly

### Revues
- 1901 : Bateau de flirt, ou un Pépin de mandarine, fantaisie en 1 acte, écrite avec G. Montoya, créée à Paris, au Théâtre des Mathurins, en octobre BNF : Notice n° : FRBNF30152394

### Ouvrages
- Lucien Boyer, Le Gondolier de Montmartre, recueil de poésies, Paris, éditions du Vieux Moulin, 1926
- Lucien Boyer, Paysages de France, Paris, Société des publications modernes, 1931
- Lucien Boyer, Qu'il était beau mon village, roman, Paris, éditions Baudinière, 1935

## Distinctions
- Médaille de Sauvetage en mer au titre du ministère de la Marine (1913).
- Chevalier de la Légion d'honneur au titre du ministère de l'Instruction publique et des Beaux-Arts (décret du 15 janvier 1920). Parrain : Pierre Pourtauborde, avocat à la cour d'appel de Paris[8].
- Prix François-Coppée 1933 de l’Académie française pour Paysages de France.